# Lederfabrik Lindgens

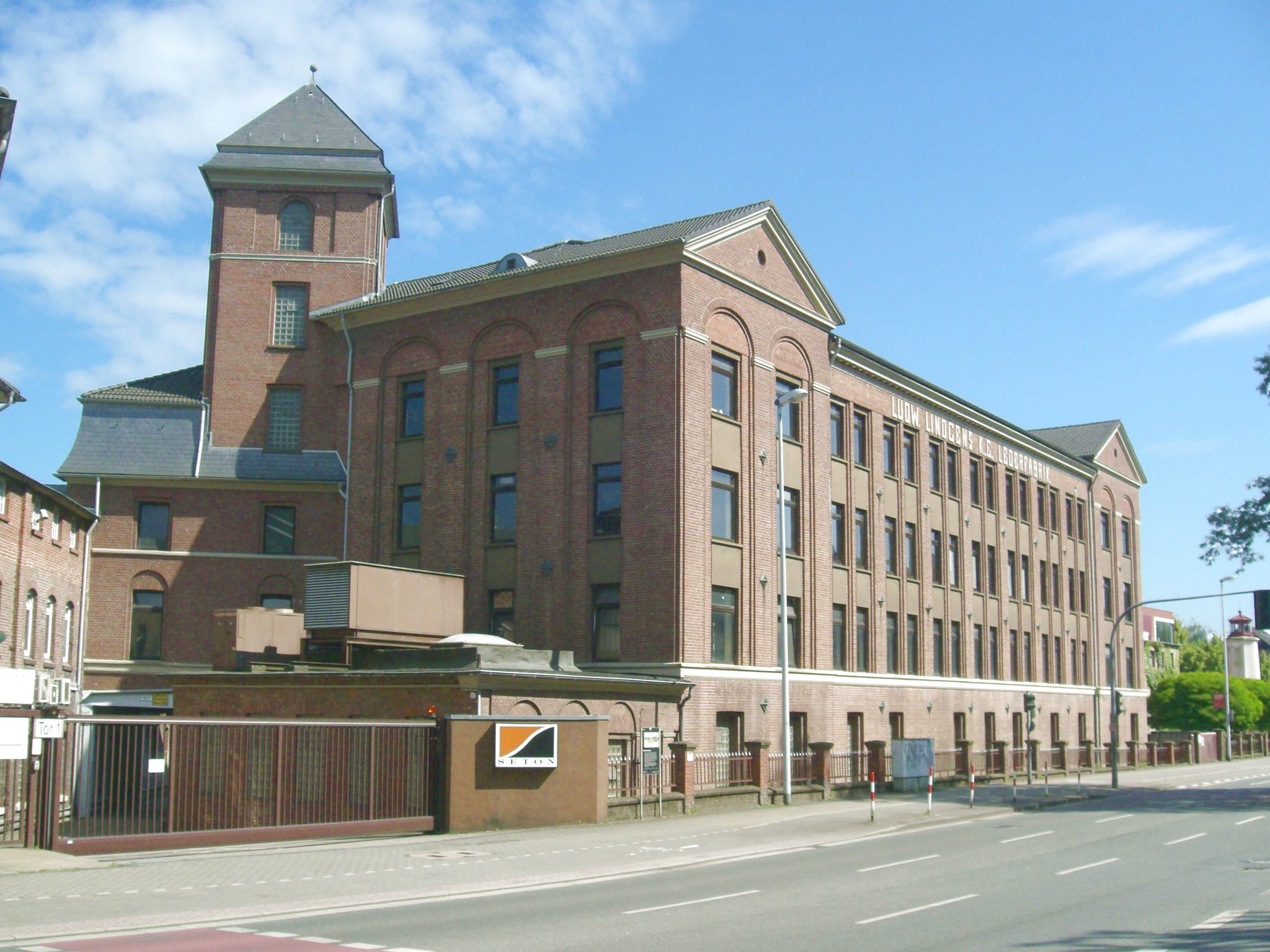
Das Firmengebäude der Lindgens Lederwerke

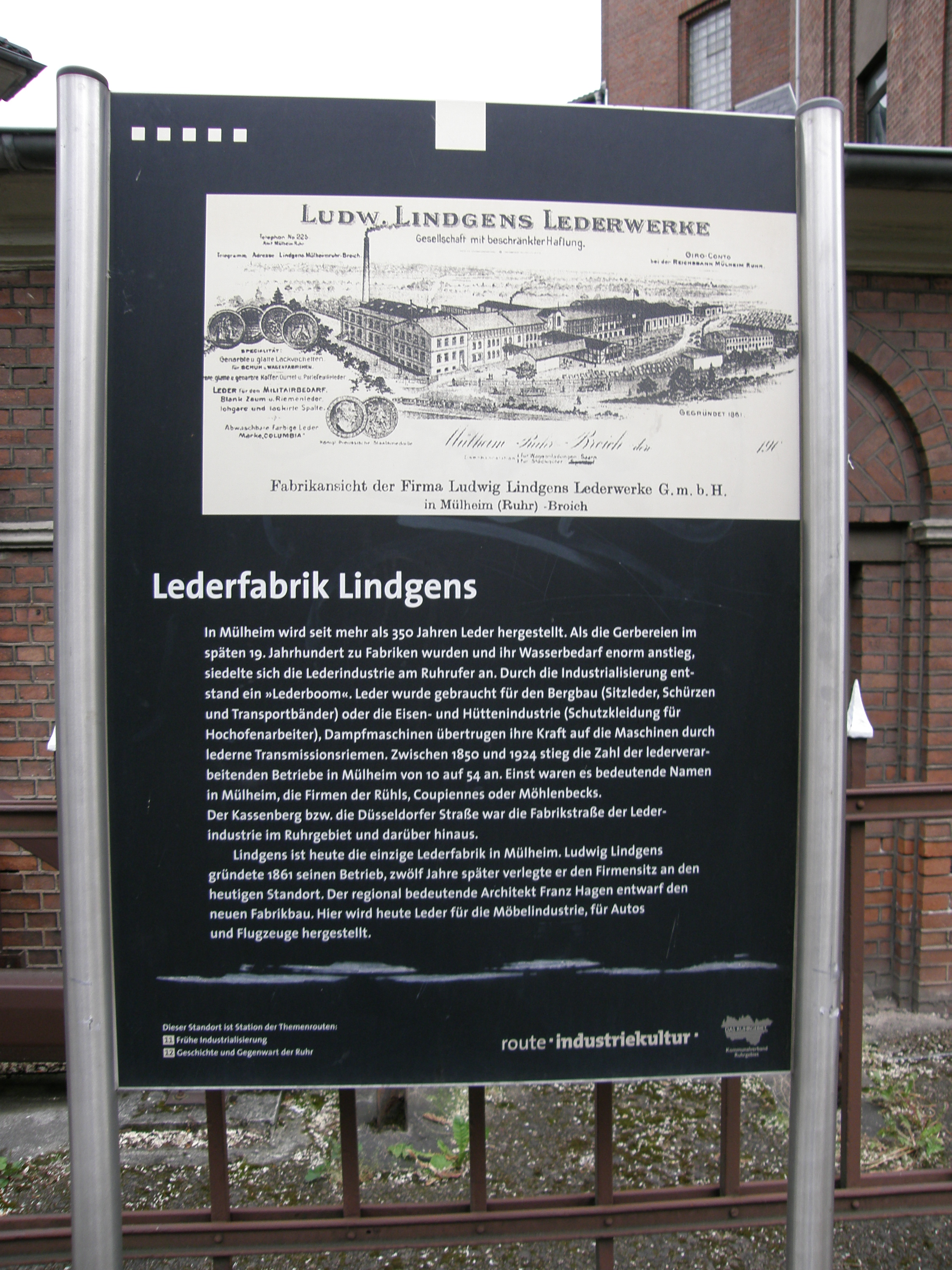
Hinweisschild der Route der Industriekultur

Die Lederfabrik Lindgens, früher Ludwig Lindgens Lederwerke genannt, ist mit einem Verwaltungsgebäude und Heizhaus nach komplettem Abriss der Fabrikgebäude im Jahr 2020 eine der wenigen Zeugen der Mülheimer Lederindustrie. 
Im Jahr 1861 gründete der niederrheinische Mühlenbesitzer Ludwig Lindgens (1827–1910) zusammen mit seiner Frau Gertrud, geborene Rühl den Betrieb. Gertrud Lindgens (1837–1897) stammte aus einer bekannten Mülheimer Gerberfamilie. Sie brachte die technischen Kenntnisse mit und leitete die Fabrikation bis zu ihrem Tod. Produziert wurden Verdecke und andere Erzeugnisse für Pferdekutschen und -gespanne. 1873 verlegte man den Firmensitz an den heutigen Standort und ließ dazu vom Architekten Franz Hagen den Backsteinbau entwerfen. Das Wasser für die Produktion wurde mittels acht nahegelegener Brunnen als Uferfiltrat aus der Ruhr entnommen. 
Die Lederfabrik war nur eine von über 50 Fabriken, die in der Industrialisierung des Ruhrgebietes den Bedarf nach Lederartikeln befriedigte. Produkte waren damals Geschirre für die Treidelpferde, Transmissionsriemen für die Dampfmaschinen, Schutzkleidung für die Arbeit im Bergwerk und am Hochofen. Dabei konnte die Lederindustrie in Mülheim bereits auf eine über 200-jährige Geschichte als Handwerk- und Kleinbetriebe zurückgreifen. Diese wird auch in der zweiten erhaltenen Lederfabrik Abel im Leder- und Gerbermuseum dokumentiert. 
Seit ihrer Gründung war die Lederfabrik Lindgens ein reines Familienunternehmen. 1994 ging sie auf in der internationalen Seton Company, Bereich Seton Leather. Die Lederfabrik Seton produziert heute zum Teil noch in dem historischen Fabrikgebäude, zum Teil auch in einem ausgelagerten Gebäude im Hafenbereich Leder nur noch für die Automobilindustrie. Leder für die Möbelindustrie sowie für Bahn- und Flugzeugausstattungen werden seit 1994 nicht mehr produziert. Anfang 2011 wurde der Verkauf der Seton Lederfabrik GmbH an die GST Automotive abgeschlossen.
Der Abriss im Jahr 2020 der Anlagen soll nach Beseitigung der Altlasten im Boden Platz für eine exklusive Wohnbebauung am linken Ruhrufer schaffen.
Das später errichtete Heizhaus mit hohem Ziegelkamin und das ehemalige Verwaltungsgebäude wurden unter Denkmalschutz gestellt.